# Malayalam
Malayalam (മലയാളം malayāḷaṁ) är ett dravidiskt språk som talas främst i den indiska delstaten Kerala. Språket talas av knappt 35 miljoner människor och är ett av 22 officiella språk i Indien. Malayalam utvecklades från grannspråket tamil på 800-talet och skiljer sig genom att använda ett annat alfabet och genom att ha betydligt fler fonem. Ordförrådet består till stor del av inlånade ord från sanskrit. Ord har också lånats in från portugisiska, arabiska och engelska. Språket klassificeras som stabilt och har 13 olika dialekter.
Film på malayalam kallas oftast för mollywood. Den är Indiens fjärde största filmindustri efter telugu, tamil och hindi.

## Historia
Den äldsta texten på malayalam är Vazhappalli-inskriften från 800-talet. Det äldsta litterära verket är Ramacharitam från 1100-talet. Fram till 1200-talet hade dock språket ingen betydande litteratur utöver folksånger. Den äldsta grammatiken, Lilatilakam, skrevs på 1300-talet på sanskrit. Poeten Thunchaththu Ezhuthachan på 1500-talet gav språket viktiga bidrag och kallas ibland språkets fader. Varthamanappusthakam (1785, första gången tryckt 1936) är titeln på en resebeskrivning författad av Paremmakkal Thoma Kathanar (1736–1799), den första i sin genre på något indiskt språk. (Den kristne författaren reser till Rom via Ceylon, Godahoppsudden, Sydamerika och Lissabon.) Irayimman Thampi (1782–1856) var en framstående poet och sångare vid hovet hos Swathi Thirunal, maharadja av Travancore. Det första boktryckeriet för malayalam grundades 1819 av missionärer. Den tyske missionären Hermann Gundert (1814–1893) skrev flera verk på malayalam, däribland en grammatik, en ordbok och en översättning av Bibeln.

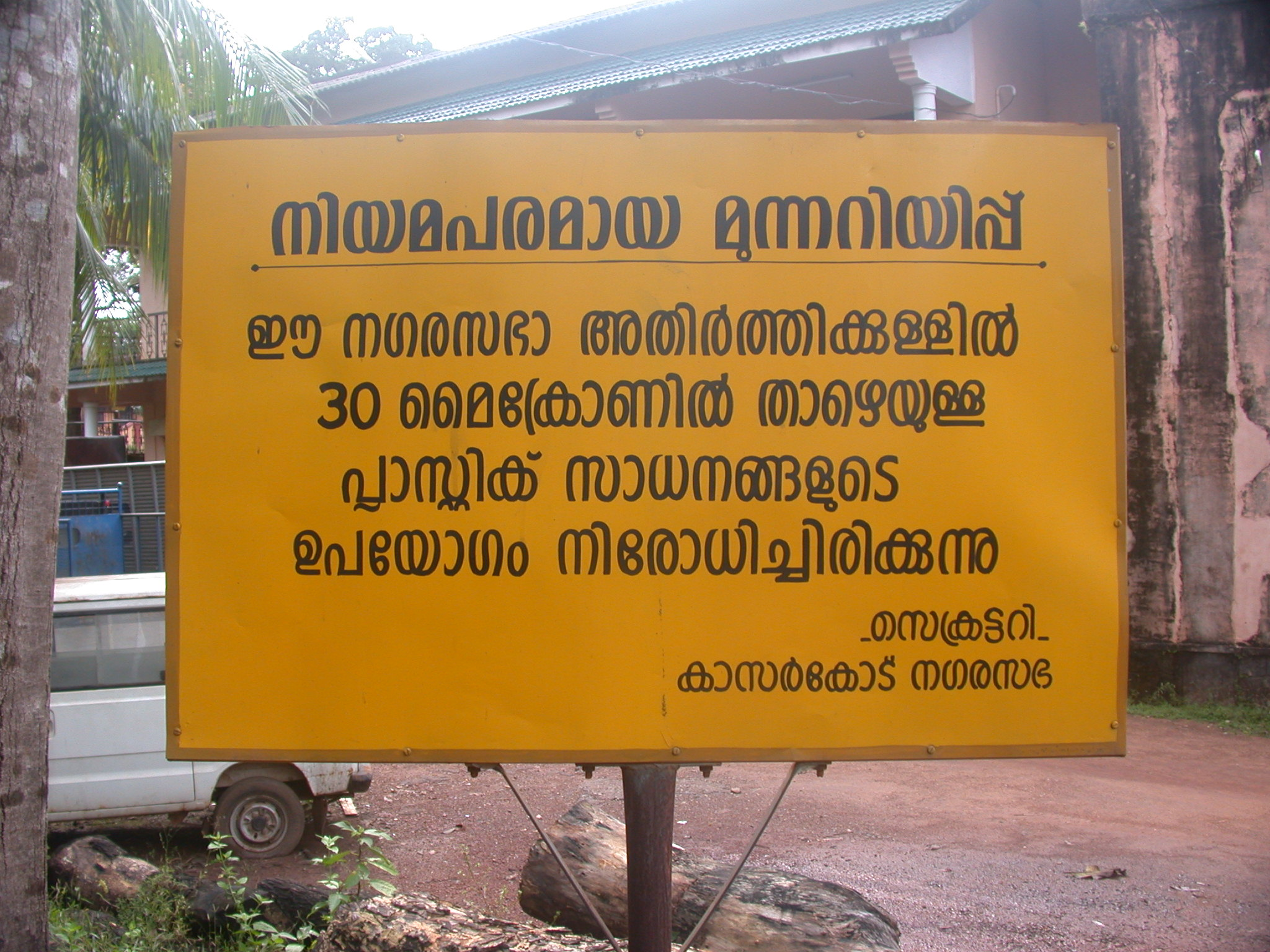
En skylt på malayalam i Kasaragod.

Ordet malayalam är sammansatt av malai eller mala (berg) och elam (region). Det är en palindrom och ett av få språknamn som är det.

## Skrift
Liksom andra skriftsystem i Brahmifamiljen så är malayalamskrift en abugida vilket innebär att varje konsonant har en medföljande vokal (i det här fallet [a]). Vokalen kan ändras eller avlägsnas genom att konsonanten förses med diakritiska tecken.

### Vokaler
| Fristående | Med ക (k) | ISO | IPA     | Fristående | Med ക (k) | ISO | IPA  |
| ---------- | --------- | --- | ------- | ---------- | --------- | --- | ---- |
| അ          | ക         | a   | [a]     | ആ          | കാ         | ā   | [a:] |
| ഇ          | കി         | i   | [i]     | ഈ          | കീ         | ī   | [i:] |
| ഉ          | കു         | u   | [u]     | ഊ          | കൂ         | ū   | [u:] |
| ഋ          | കൃ         | r̥   | [rɨ, ɹ̣] | ൠ          | കൄ         | r̥̄   | [ɹ̣:] |
| ഌ          | കൢ         | l̥   | [ḷ]     | ൡ          | കൣ         | l̥̄   | [ḷ:] |
| എ          | കെ         | e   | [e]     | ഏ          | കേ         | ē   | [e:] |
| ഓ          | കോ         | o   | [o]     | ഒ          | കൊ         | ō   | [o:] |
| ഐ          | കൈ         | ai  | [ai̯]    | ഔ          | കൌ         | au  | [au̯] |

Källa:

### Konsonanter
| Tecken | ISO | IPA  | Tecken | ISO | IPA   | Tecken | ISO | IPA  | Tecken | ISO | IPA   | Tecken | ISO | IPA |
| ------ | --- | ---- | ------ | --- | ----- | ------ | --- | ---- | ------ | --- | ----- | ------ | --- | --- |
| ക      | k   | [k]  | ഖ      | kh  | [kʰ]  | ഗ      | g   | [g]  | ഘ      | gh  | [gʱ]  | ങ      | n̄   | [ŋ] |
| ച      | c   | [tʃ] | ഛ      | ch  | [tʃʰ] | ജ      | j   | [dʒ] | ഝ      | jh  | [dʒʱ] | ഞ      | ñ   | [ɲ] |
| ട      | ṭ   | [ʈ]  | ഠ      | ṭh  | [ʈʰ]  | ഡ      | ḍ   | [ɖ]  | ഢ      | ḍh  | [ɖʱ]  | ണ      | ṇ   | [ɳ] |
| ത      | t   | [t]  | ഥ      | th  | [tʰ]  | ദ      | d   | [d]  | ധ      | dh  | [dʱ]  | ന      | n   | [n] |
| പ      | p   | [p]  | ഫ      | ph  | [pʰ]  | ബ      | b   | [b]  | ഭ      | bh  | [bʱ]  | മ      | m   | [m] |
| യ      | y   | [j]  | ര      | r   | [ɾ]   | റ      | ṟ   | [r]  | ല      | l   | [l]   |        |     |     |
| ള      | ḷ   | [ɭ]  | ഴ      | ḻ   | [ɻ]   |        |     |      | വ      | v   | [ʋ]   |        |     |     |
| ശ      | ś   | [ɕ]  | ഷ      | ṣ   | [ʂ]   | സ      | s   | [s]  | ഹ      | h   | [ɦ]   |        |     |     |

Källa:

### Siffror
| ൦ | ൧ | ൨ | ൩ | ൪ | ൫ | ൬ | ൭ | ൮ | ൯ | ൰  |
| 0 | 1 | 2 | 3 | 4 | 5 | 6 | 7 | 8 | 9 | 10 |

Källa: